# Johannes Steiniger

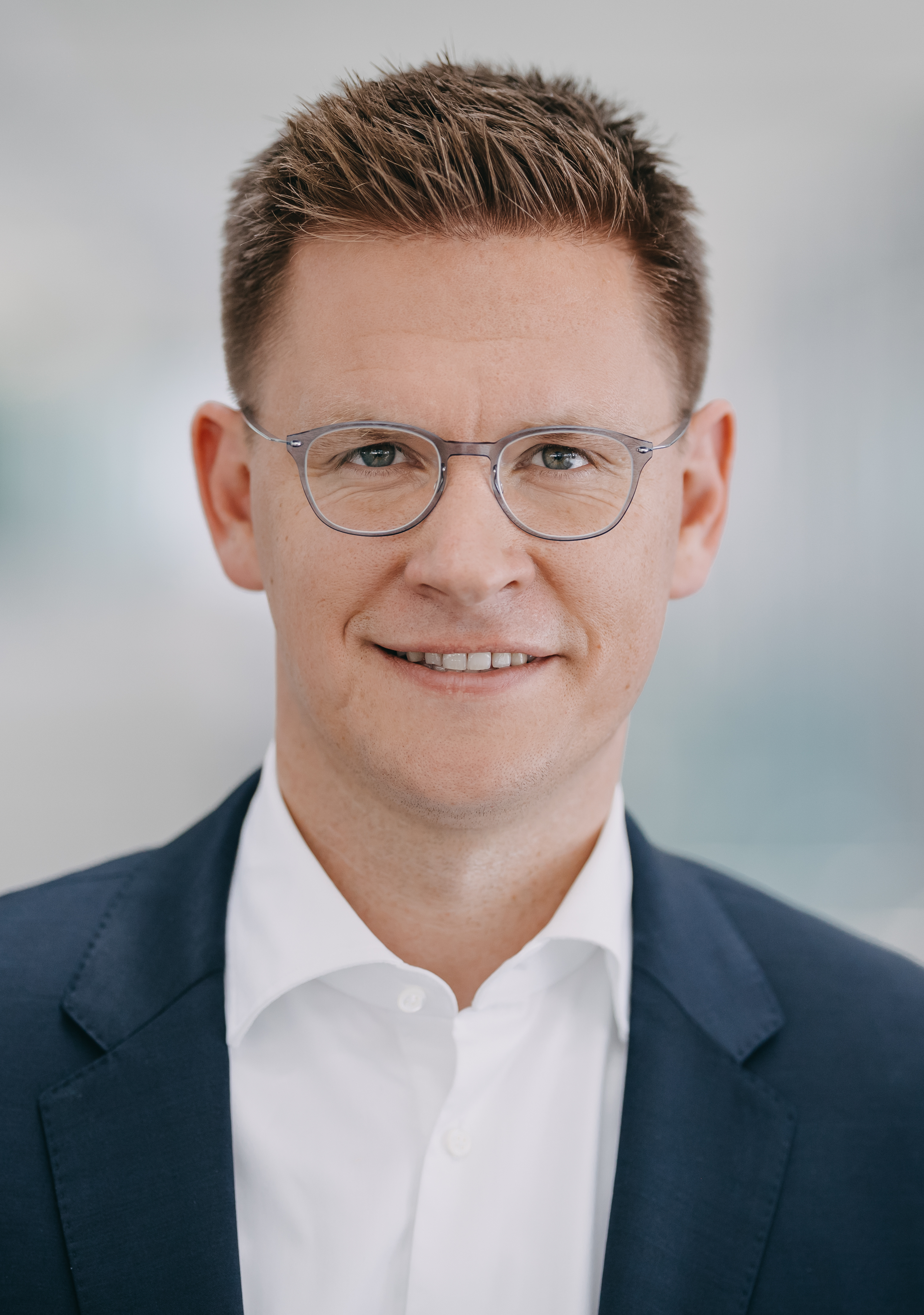
Johannes Steiniger, 2019

Johannes Eberhard Steiniger (* 18. Juni 1987 in Bad Dürkheim) ist ein deutscher Politiker der CDU und Gymnasiallehrer. Er ist seit der Bundestagswahl 2013 Mitglied des Deutschen Bundestages. Seit September 2024 ist er Generalsekretär der CDU Rheinland-Pfalz. Seit Mai 2025 ist Steiniger agrarpolitischer Sprecher der CDU/CSU-Bundestagsfraktion und trat damit die Nachfolge von Albert Stegemann an.

## Ausbildung, Beruf und Leben
Steiniger besuchte von 1993 bis 1997 die Valentin-Ostertag-Schule in Bad Dürkheim und von 1997 bis 2006 das Werner-Heisenberg-Gymnasium Bad Dürkheim.
Im Anschluss an sein Abitur begann er 2007 ein Lehramtsstudium an der Universität Mannheim in den Fächern Mathematik und Politikwissenschaft (Sekundarstufe II). Im Januar 2013 legte er das 1. Staatsexamen ab. Sein Referendariat schloss Steiniger im Januar 2016 am Rudi-Stephan-Gymnasium in Worms ab. Seit seiner Mitgliedschaft im Bundestag hatte er sein Referendariat parallel zum Mandat absolviert. Seit Februar 2016 ist er Gymnasiallehrer für Mathematik und Gemeinschaftskunde. Steiniger war Stipendiat der Konrad-Adenauer-Stiftung.
Seit 1994 ist Steiniger aktives Mitglied im Fußballverein SV Rot-Weiß Seebach – seit 2003 Trainer verschiedener Jugendmannschaften (Inhaber der DFB-Trainer-C-Lizenz). Er engagiert sich außerdem als Vorsitzender des OMEGA Freundes- und Förderkreis e. V. für die Hospizarbeit und in der Stiftung Lebenshilfe Bad Dürkheim.
Steiniger ist katholischen Glaubens, verheiratet und Vater einer Tochter. Seine pfälzische Herkunft von der Deutschen Weinstraße prägt seine agrarpolitische Arbeit, besonders seine Sorge um die Weinbaubranche.

## Politik
Seit 2002 ist Steiniger Mitglied der Jungen Union. Im darauffolgenden Jahr trat er der CDU bei.
Seit 2009 ist er Mitglied im Stadtrat Bad Dürkheim und seit 2014 im Kreistag Bad Dürkheim. Von 2005 bis 2013 war er Vorsitzender der Jungen Union Bad Dürkheim. Von 2010 bis 2018 war er Landesvorsitzender der Jungen Union Rheinland-Pfalz. Er ist seit 2022 Mitglied im Bundesvorstand der CDU Deutschlands und leitet dort das Netzwerk Sport. Daher ist er auch beratendes Mitglied im Landesvorstand der CDU Rheinland-Pfalz und im Bezirksvorstand der CDU Rheinhessen-Pfalz. Außerdem ist er Mitglied im Kreisvorstand der CDU Bad Dürkheim und Mitglied im Ortsvorstand der CDU Bad Dürkheim. Auf dem Parteitag der CDU Rheinland-Pfalz im September 2024 wurde er zum Generalsekretär gewählt.
Zur Bundestagswahl 2013 wurde er von der CDU Rheinland-Pfalz auf den Listenplatz 16 der Landesliste gewählt und zog als Abgeordneter in den Deutschen Bundestag ein. In der 18. Legislaturperiode war er jüngstes Mitglied aus Rheinland-Pfalz und das drittjüngste Mitglied im gesamten Bundestag. Bei der Wahl zum 19. Deutschen Bundestag kandidierte er als Nachfolger von Norbert Schindler im Wahlkreis Neustadt - Speyer und vertritt seitdem diesen Wahlkreis mit dem Direktmandat im Deutschen Bundestag. Im 19. Bundestag war Steiniger ordentliches Mitglied im Finanzausschuss und im Sportausschuss. Im Ausschuss für Bildung, Forschung und Technikfolgenabschätzung, im Unterausschuss Bürgerschaftliches Engagement und im Kuratorium der Bundeszentrale für Berufliche Bildung war er in dieser Wahlperiode stellvertretendes Mitglied.
Im 20. Deutschen Bundestag ist er wiederum Mitglied im Finanzausschuss und im Sportausschuss sowie im Unterausschuss Bürgerschaftliches Engagement. Stellvertretendes Mitglied ist er im Ausschuss für Digitales. Im Finanzbereich betreute er unter anderem die erstmalige Einführung von digitalen Wertpapieren als Berichterstatter. Im Sportausschuss setzt er sich besonders für die Sichtbarkeit des Behindertensports ein.
Bei der vorgezogenen Bundestagswahl 2025 sicherte sich Steiniger als direkt gewählter Bundestagsabgeordnete im Wahlkreis Neustadt – Speyer einen Sitz im 21. Deutschen Bundestag. In dieser  Wahlperiode ist er Vorsitzender der CDU-Landesgruppe Rheinland-Pfalz, leitet die Arbeitsgruppe Landwirtschaft, Ernährung und Heimat der CDU/CSU-Bundestagsfraktion und ist ordentliches Mitglied im gleichnamigen Bundestagsausschuss und ist agrarpolitischer Sprecher der CDU/CSU-Bundestagsfraktion.

## Politische Positionen
Steiniger sieht die Ernährungssicherheit als Teil der Versorgungssicherheit und fordert entsprechende Finanzierung: „Die Zeitenwende von Bundeskanzler Scholz war absolut richtig – nur hat er sie nicht mit Leben gefüllt. Aus meiner Sicht gehören nicht nur Panzer und Brücken dazu, sondern auch Bauern.“

### Agrarpolitik
Als agrarpolitischer Sprecher der CDU/CSU-Bundestagsfraktion setzt sich Steiniger für einen „wissenschaftsbasierten statt ideologischen“ Ansatz beim Pflanzenschutz ein. Er kritisiert das Verbot der Neonicotinoide bei Zuckerrüben als „Paradebeispiel für ideologische statt wissenschaftsbasierter Politik“ und fordert schnellere Zulassungsverfahren für Pflanzenschutzmittel. Steiniger arbeitet an der Umsetzung von 194 konkreten Maßnahmen zum Bürokratieabbau in der Landwirtschaft, die das Bundesministerium seit 2025 systematisch bewertet.

### Lohnpolitik
Beim Mindestlohn spricht sich Steiniger für Ausnahmen bei Saisonarbeitskräften aus. Seine Begründung: „Der Rumäne, der nach Maxdorf in der Pfalz kommt und in der Kartoffelernte oder bei den Radieschen arbeitet, kommt hierher, ist fleißig 2-3 Monate, ist froh, dass er hier richtig gutes Geld verdient, und geht dann zurück. Er bestreitet sein Leben in einem Land mit wesentlich geringeren Lebenshaltungskosten.“ Für den Bürokratieabbau setzt er sich für die Abschaffung der Stoffstromverordnung und die Aufnahme des Wolfs ins Jagdrecht ein. Grundsätzlich vertritt er die Position: „weniger ist mehr bei Förderprogrammen“ und fordert Vertrauen statt Bevormundung gegenüber den Landwirten.